# Diocese de Teixeira de Freitas-Caravelas
A Diocese de Teixeira de Freitas-Caravelas (Dioecesis Taxensis-Carabellensis) é uma divisão territorial da Igreja Católica no estado brasileiro da Bahia, sediada na cidade de Teixeira de Freitas. Pertence à Província Eclesiástica de São Salvador da Bahia e ao Regional Nordeste 3 da Conferência Nacional dos Bispos do Brasil. A sé episcopal está na Catedral São Pedro, que fica no município de Teixeira de Freitas, e a Concatedral de Santo Antônio fica no município de Caravelas. Compreende uma área de 26 924 km² com uma população aproximada de 674 954 habitantes.
Em 1 de fevereiro de 2017, a diocese ficou vacante pois Dom Carlos Alberto dos Santos foi nomeado bispo da diocese de Itabuna. No dia 15 de novembro desse mesmo ano, o Papa Francisco nomeou o padre Jailton de Oliveira Lino, até então Ecônomo da Delegação "Nossa Senhora Aparecida", com sede em Porto Alegre, como novo bispo da diocese de Teixeira de Freitas-Caravelas.
Está vacante com a transferência de Dom Jailton de Oliveira Lino em 25 de Fevereiro de 2025, para a Diocese de Itabuna.

## Administração diocesana
| Vigário Geral                 | Coordenador Diocesano de Pastoral | Chanceler                       | Ecônomo                                  | Representante do Clero     |
| ----------------------------- | --------------------------------- | ------------------------------- | ---------------------------------------- | -------------------------- |
| Pe. Edivaldo Oliveira Santana | Pe. Ricardo de Pinho Menezes      | Pe. Ariston Domingues de Araújo | Pe. Aldomiro Aciole do Nascimento Araújo | Pe. Vagner Batista de Melo |

## Bispos
| #      | Nome                               | Período     | Notas                    |
| Bispos | Bispos                             | Bispos      | Bispos                   |
| ------ | ---------------------------------- | ----------- | ------------------------ |
| 4.º    | Jailton de Oliveira Lino, PSDP     | 2017 - 2025 | Nomeado Bispo de Itabuna |
| 3.º    | Carlos Alberto dos Santos          | 2005 - 2017 | Nomeado Bispo de Itabuna |
| 2.º    | Antônio Eliseu Zuqueto, O.F.M.Cap. | 1983 - 2005 |                          |
| 1.º    | Filipo Tiago Broers, O.F.M.        | 1963 - 1983 |                          |